# Munții Harghita
Munții Harghita  sunt o grupă muntoasă a Carpaților Moldo-Transilvani, aparținând de lanțul muntos al Carpaților Orientali. Cel mai înalt pisc este Vârful Harghita Mădăraș, având 1.800 m.

## Așezare
Munții Harghitei formează un lanț muntos de peste 70 km. lungime și circa 25 km. lățime. Ei sunt delimitați de pasul Sicaș și obârșia Târnavei Mari spre nord, spre vest de linia localităților Feliceni, Văleni, Merești și Mărtiniș, spre sud-vest de linia ce traversează interfluviul dintre Homorodul Mic și Vârghiș iar spre sud de Depresiunea și Munții Baraolt pe linia localităților Filia și Herculian, în lungul văii Ozunca și peste pasul Hatod până în valea Oltului. În sud se mai învecinează cu Munții Bodocului (despărțiți de Valea Roșie și pasul Jimbor) iar în est limita trece pe la baza conului vulcanic Puciosu și Depresiunea Ciucului.